# Sven-Olof Westlund
Sven-Olof Westlund, född 12 februari 1932, en svensk friidrottare (sprinter). 
Westlund tog SM-guld på 200 meter 1959 (tid 21,5). Han tävlade för Ludvika FFI och UoIF Matteuspojkarna. 